# Años 1550 a. C.
La década de los años 1550 a. C. comenzó el 1 de enero de 1559 a. C. y terminó el 31 de diciembre de 1550 a. C. Corresponde al siglo XVI a. C.

## Acontecimientos
- 1559 a 1550 a. C.: Expansión del Antiguo Egipto por Canaán.
- 1550 a 1250 a. C.: Auge de la arquitectura palaciega en Micenas. El rasgo distintivo de los palacios eran sus paredes interiores decoradas con pinturas sobre yeso, muchas de ellas realizadas al fresco. En los talleres de artesanías de los palacios se creaban obras de arte mobiliario en materiales locales, inspiradas en modelos exóticos (principalmente egipcios y mesopotámicos).[1]